# Le Crest
Pour les articles homonymes, voir Crest.
Le Crest [lə kʁɛ] est une commune française située dans le département du Puy-de-Dôme, en région Auvergne-Rhône-Alpes. Elle fait partie de l'aire d'attraction de Clermont-Ferrand.

## Géographie

### Localisation
Le Crest est une commune située au sud de Clermont-Ferrand.
Elle est limitrophe avec six communes.
| Chanonat             | La Roche-Blanche | Orcet        |
|                      | Crest            |              |
| Saint-Amant-Tallende | Tallende         | Veyre-Monton |

### Voies de communication et transports
La commune est traversée à l'est par l'autoroute A75 reliant Clermont-Ferrand à Béziers, et accessible dans les deux sens par l'échangeur no 5 et la route départementale 213, celle-ci reliant la RD 978 et la RD 52 au sud d'Orcet vers l'est à Saint-Amant-Tallende et Aydat vers l'ouest.
La route départementale 3 relie Chanonat à l'ouest-nord-ouest au centre du village, puis continue vers le sud-ouest en direction de Saint-Amant-Tallende en croisant la RD 213. Du centre du village, la RD 786 va croiser la RD 213 près de l'autoroute, avant de continuer vers Monton et Veyre-Monton ; une RD 52d continue au nord vers La Roche-Blanche. Une partie de la RD 213 traverse la commune, à l'est, puis au sud ; la RD 795 permet d'accéder à Tallende.
La ligne 33 du réseau interurbain du Puy-de-Dôme, organisé par la région Auvergne-Rhône-Alpes, dessert la commune. Reliant Saint-Saturnin à la gare routière de Clermont-Ferrand, il existe trois arrêts.

### Climat
Pour des articles plus généraux, voir Climat d'Auvergne-Rhône-Alpes et Climat du Puy-de-Dôme.
En 2010, le climat de la commune est de type climat océanique dégradé des plaines du Centre et du Nord, selon une étude du Centre national de la recherche scientifique s'appuyant sur une série de données couvrant la période 1971-2000. En 2020, Météo-France publie une typologie des climats de la France métropolitaine dans laquelle la commune est exposée à un climat de montagne ou de marges de montagne et est dans la région climatique Nord-est du Massif Central, caractérisée par une pluviométrie annuelle de 800 à 1 200 mm, bien répartie dans l’année.
Pour la période 1971-2000, la température annuelle moyenne est de 10,3 °C, avec une amplitude thermique annuelle de 15,9 °C. Le cumul annuel moyen de précipitations est de 769 mm, avec 9,5 jours de précipitations en janvier et 7 jours en juillet. Pour la période 1991-2020, la température moyenne annuelle observée sur la station météorologique de Météo-France la plus proche, « Plauzat_sapc », sur la commune de Plauzat à 7 km à vol d'oiseau, est de 11,3 °C et le cumul annuel moyen de précipitations est de 606,8 mm,. Pour l'avenir, les paramètres climatiques de la commune estimés pour 2050 selon différents scénarios d'émission de gaz à effet de serre sont consultables sur un site dédié publié par Météo-France en novembre 2022.

## Urbanisme

### Typologie
Au 1er janvier 2024, Le Crest est catégorisée bourg rural, selon la nouvelle grille communale de densité à sept niveaux définie par l'Insee en 2022.
Elle appartient à l'unité urbaine de La Roche-Blanche, une agglomération intra-départementale regroupant deux  communes, dont elle est une commune de la banlieue,,. Par ailleurs la commune fait partie de l'aire d'attraction de Clermont-Ferrand, dont elle est une commune de la couronne,. Cette aire, qui regroupe 209 communes, est catégorisée dans les aires de 200 000 à moins de 700 000 habitants,.

### Occupation des sols
L'occupation des sols de la commune, telle qu'elle ressort de la base de données européenne d’occupation biophysique des sols Corine Land Cover (CLC), est marquée par l'importance des territoires agricoles (79,5 % en 2018), en diminution par rapport à 1990 (81,8 %). La répartition détaillée en 2018 est la suivante : terres arables (31,7 %), zones agricoles hétérogènes (25,5 %), cultures permanentes (22,3 %), zones urbanisées (15,8 %), forêts (4,7 %). L'évolution de l’occupation des sols de la commune et de ses infrastructures peut être observée sur les différentes représentations cartographiques du territoire : la carte de Cassini (XVIIIe siècle), la carte d'état-major (1820-1866) et les cartes ou photos aériennes de l'IGN pour la période actuelle (1950 à aujourd'hui).

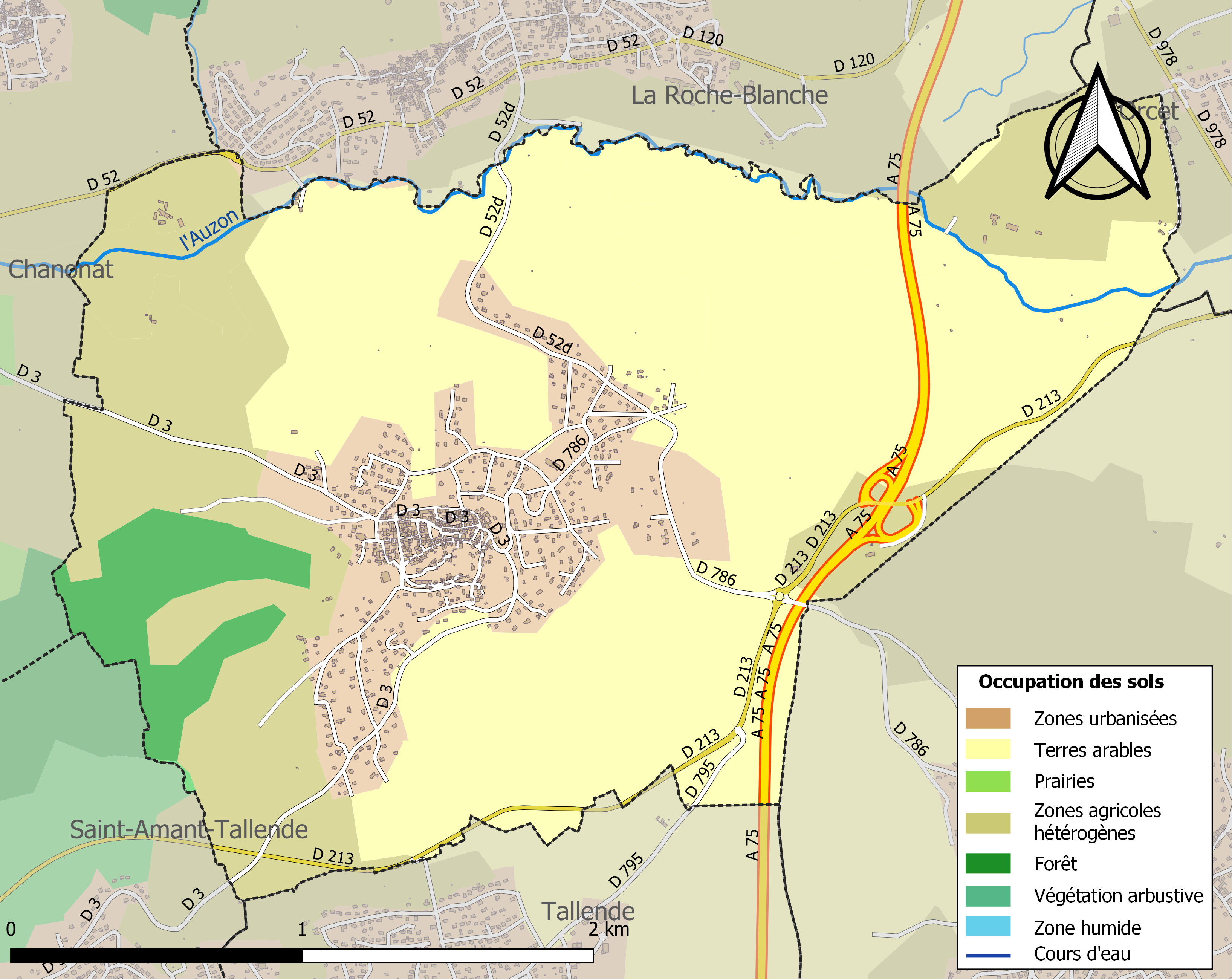
Carte des infrastructures et de l'occupation des sols de la commune en 2018 (CLC).

### Logement
En 2016, la commune comptait 532 logements, contre 580 en 2011. Parmi ces logements, 99,6 % étaient des résidences principales et 0,4 % des logements vacants. Ces logements étaient pour 97,2 % d'entre eux des maisons individuelles et pour 2,8 % des appartements.
La proportion des résidences principales, propriétés de leurs occupants était de 88,7 %, en baisse sensible par rapport à 2011 (89,7 %). La part de logements HLM loués vides était de 1,3 % (contre 1,4 %).

## Toponymie
La commune a pris le nom de Le Crit sous l'an II. Son nom est issu de l'occitan Crest [kʁɛst] qui signifie crête, sommet, cime.

## Histoire
Dès la première moitié du XIe siècle et jusque dans les années 1700, Le Crest était une place forte ceinte de trois puissants remparts successifs comme le montre le dessin de Guillaume Revel daté de 1450. La famille des seigneurs du Crest s'éteignit vers le milieu du XIIIe siècle.
En 2006, des fouilles archéologiques ont permis d'indiquer que le site était habité au néolithique final, soit 5 000 ans avant notre ère.

## Politique et administration

### Découpage territorial
La commune du Crest est membre de la communauté de communes Mond'Arverne Communauté, un établissement public de coopération intercommunale (EPCI) à fiscalité propre créé le 1er janvier 2017 siégeant à Veyre-Monton, et par ailleurs membre d'autres groupements intercommunaux. Jusqu'en 2016, elle faisait partie de la communauté de communes Les Cheires.
Sur le plan administratif, elle est rattachée à l'arrondissement de Clermont-Ferrand, à la circonscription administrative de l'État du Puy-de-Dôme et à la région Auvergne-Rhône-Alpes. Auparavant, elle faisait partie du canton de La Roche en 1793, puis du canton de Veyre-Monton (d'abord nommé Veyre) de 1801 à mars 2015.
Sur le plan électoral, elle dépend du canton des Martres-de-Veyre pour l'élection des conseillers départementaux, depuis le redécoupage cantonal de 2014 entré en vigueur en 2015, et de la quatrième circonscription du Puy-de-Dôme pour les élections législatives, depuis le dernier découpage électoral de 2010.

### Élections municipales et communautaires

#### Élections de 2020
Le conseil municipal du Crest, commune de plus de 1 000 habitants, est élu au scrutin proportionnel de liste à deux tours (sans aucune modification possible de la liste), pour un mandat de six ans renouvelable. Compte tenu de la population communale, le nombre de sièges à pourvoir lors des élections municipales de 2020 est de 15. Les quinze conseillers municipaux, issus d'une liste unique, sont élus au premier tour, le 15 mars 2020, avec un taux de participation de 39,78 %.
Un seul siège est attribué à la commune au sein du conseil communautaire de la communauté de communes Mond'Arverne Communauté.

#### Chronologie des maires
| Période                                  | Période                   | Identité                     | Étiquette | Qualité |
| ---------------------------------------- | ------------------------- | ---------------------------- | --------- | ------- |
| Les données manquantes sont à compléter. |                           |                              |           |         |
| 1800                                     | 1827                      | Tristan La Salle             |           |         |
| 1827                                     | 1849                      | Antoine Hugon                |           |         |
| 1849                                     | 1859                      | Paul de Riberolles           |           |         |
| 1859                                     | 1866                      | Jean-Marie Azaïs-Allemand    |           |         |
| 1866                                     | 1870                      | Paul de Riberolles           |           |         |
| 1870                                     | 1871                      | Claude-Auguste Docher-Frelut |           |         |
| 1871                                     | 1877                      | Paul de Riberolles           |           |         |
| 1877                                     | 1878                      | ?                            |           |         |
| 1878                                     | 1881                      | Jean Aste                    |           |         |
| 1881                                     | 1882                      | ?                            |           |         |
| 1882                                     | 1884                      | Joseph Docher-Ussel          |           |         |
| 1884                                     | 1885                      | Jean Aste                    |           |         |
| 1885                                     | 1896                      | Joseph Docher-Ussel          |           |         |
| 1896                                     | 1900                      | Claude-Auguste Docher        |           |         |
| ...                                      | ...                       | ...                          | ...       | ...     |
| mars 2008                                | mars 2014                 | Jean-François Carriot        |           |         |
| mars 2014 (réélu le 28 mai 2020)         | En cours (au 29 mai 2020) | Gérard Perrodin              |           |         |

## Équipements et services publics

### Eau, assainissement et déchets
La gestion de l'eau et de l'assainissement est assurée par le syndicat mixte des vallées de la Veyre et de l'Auzon.
La collecte des déchets est assurée par le syndicat intercommunal de collecte et de traitement des ordures ménagères (SICTOM) des Couzes.

### Enseignement
Le Crest dépend de l'académie de Clermont-Ferrand. Elle gère l'école élémentaire publique La Croix-Saint-Verny, située sur la route de Veyre-Monton, où 98 élèves sont scolarisés pour la rentrée scolaire 2019.
Hors dérogations à la carte scolaire, les élèves poursuivent leur scolarité au collège Jean-Rostand des Martres-de-Veyre puis au lycée Jeanne-d'Arc ou Blaise-Pascal de Clermont-Ferrand.

## Population et société

### Démographie

#### Évolution démographique
L'évolution du nombre d'habitants est connue à travers les recensements de la population effectués dans la commune depuis 1793. Pour les communes de moins de 10 000 habitants, une enquête de recensement portant sur toute la population est réalisée tous les cinq ans, les populations de référence des années intermédiaires étant quant à elles estimées par interpolation ou extrapolation. Pour la commune, le premier recensement exhaustif entrant dans le cadre du nouveau dispositif a été réalisé en 2006.

En 2022, la commune comptait 1 300 habitants, en évolution de +2,36 % par rapport à 2016 (Puy-de-Dôme : +2,1 %, France hors Mayotte : +2,11 %).
| 1793  | 1800  | 1806  | 1821  | 1831  | 1836  | 1841  | 1846 | 1851 |
| ----- | ----- | ----- | ----- | ----- | ----- | ----- | ---- | ---- |
| 1 134 | 1 159 | 1 390 | 1 379 | 1 268 | 1 077 | 1 029 | 981  | 964  |

| 1856 | 1861 | 1866 | 1872 | 1876 | 1881 | 1886 | 1891 | 1896 |
| ---- | ---- | ---- | ---- | ---- | ---- | ---- | ---- | ---- |
| 905  | 850  | 805  | 823  | 819  | 839  | 817  | 810  | 784  |

| 1901 | 1906 | 1911 | 1921 | 1926 | 1931 | 1936 | 1946 | 1954 |
| ---- | ---- | ---- | ---- | ---- | ---- | ---- | ---- | ---- |
| 656  | 621  | 575  | 490  | 488  | 457  | 439  | 352  | 367  |

| 1962 | 1968 | 1975 | 1982 | 1990 | 1999  | 2006  | 2011  | 2016  |
| ---- | ---- | ---- | ---- | ---- | ----- | ----- | ----- | ----- |
| 415  | 386  | 507  | 763  | 937  | 1 128 | 1 191 | 1 308 | 1 270 |

| 2021  | 2022  | - | - | - | - | - | - | - |
| ----- | ----- | - | - | - | - | - | - | - |
| 1 290 | 1 300 | - | - | - | - | - | - | - |

#### Pyramide des âges
En 2018, le taux de personnes d'un âge inférieur à 30 ans s'élève à 31,1 %, soit en dessous de la moyenne départementale (34,2 %). De même, le taux de personnes d'âge supérieur à 60 ans est de 27,7 % la même année, alors qu'il est de 27,9 % au niveau départemental.
En 2018, la commune comptait 625 hommes pour 645 femmes, soit un taux de 50,79 % de femmes, légèrement inférieur au taux départemental (51,59 %).
Les pyramides des âges de la commune et du département s'établissent comme suit.
| Hommes | Classe d’âge | Femmes |
| ------ | ------------ | ------ |
| 0,2    | 90 ou +      | 0,2    |
| 6,2    | 75-89 ans    | 6,2    |
| 20,5   | 60-74 ans    | 22,1   |
| 23,1   | 45-59 ans    | 22,4   |
| 18,6   | 30-44 ans    | 18,3   |
| 14,5   | 15-29 ans    | 12,9   |
| 17,0   | 0-14 ans     | 18,0   |

| Hommes | Classe d’âge | Femmes |
| ------ | ------------ | ------ |
| 0,7    | 90 ou +      | 2,1    |
| 7,4    | 75-89 ans    | 10,2   |
| 17,7   | 60-74 ans    | 18,6   |
| 20,2   | 45-59 ans    | 19,2   |
| 18,4   | 30-44 ans    | 17,4   |
| 18,6   | 15-29 ans    | 17,2   |
| 17     | 0-14 ans     | 15,3   |

## Économie

### Emploi
En 2016, la population âgée de quinze à soixante-quatre ans s'élevait à 804 personnes, parmi lesquelles on comptait 75,1 % d'actifs dont 69,2 % ayant un emploi et 6 % de chômeurs.
On comptait 91 emplois dans la zone d'emploi. Le nombre d'actifs ayant un emploi résidant dans la zone étant de 563, l'indicateur de concentration d'emploi s'élève à 16,1 %, ce qui signifie que la commune offre moins d'un emploi par habitant actif.
490 des 563 personnes âgées de quinze ans ou plus (soit 87 %) sont des salariés. 9,4 % des actifs travaillent dans la commune de résidence.

### Entreprises
Au 31 décembre 2017, Le Crest comptait 63 entreprises : 2 dans l'industrie, 12 dans la construction, 19 dans le commerce, le transport, l'hébergement et la restauration, 19 dans les services aux entreprises et 11 dans les services aux particuliers.
En outre, elle comptait 66 établissements.

### Agriculture
Au recensement agricole de 2010, la commune comptait sept exploitations agricoles. Ce nombre est en nette diminution par rapport à 2000 (9) et à 1988 (20).
La superficie agricole utilisée sur ces exploitations était de dix hectares en 2010, allouées aux cultures permanentes.

## Culture locale et patrimoine

### Lieux et monuments
- Le Château ou tour du Crest, ancien château fort, inscrit MH partiellement[39]
- Maisons solaires de l'architecte local Jean-Marc Massot, bâties dans les années 1970.

### Personnalités liées à la commune
- Anton Docher, missionnaire et défenseur des indiens du Nouveau Mexique y est né[40].
- Jim Rotondi, trompettiste et bugliste américain de jazz réside sur la commune. L'une de ses compositions " Le Crest" est dédiée à la commune sur son album "Dark Blue" (2016).
- Aurélien Rougerie, capitaine de l'ASM et champion de France 2010 et 2017 y a vécu.

### Culture populaire
Un roman de Samuel Gance paru en janvier 2013, Anton ou la trajectoire d'un père, retrace la vie d'aventures du père Anton Docher, soldat et missionnaire né au Crest en 1852. Il se déroule pour une bonne part dans le village et décrit la vie des vignerons du XIXe siècle.
Les activités de la Résistance pendant la Seconde Guerre mondiale censées se dérouler au Crest ont été le sujet en 1989 de la troisième série télévisée britannique Wish Me Luck (en).

## Galerie de photos

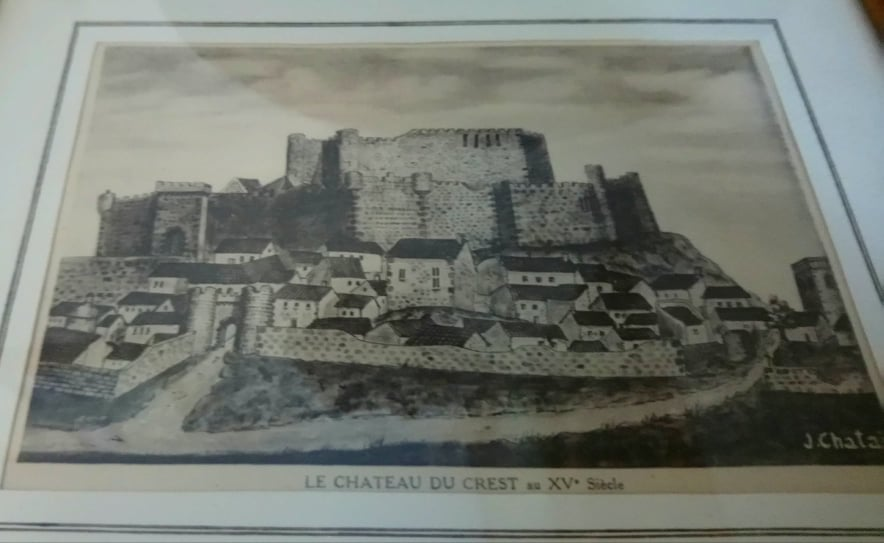
Le Crest au XVe siècle, dessin de J. Chatain.
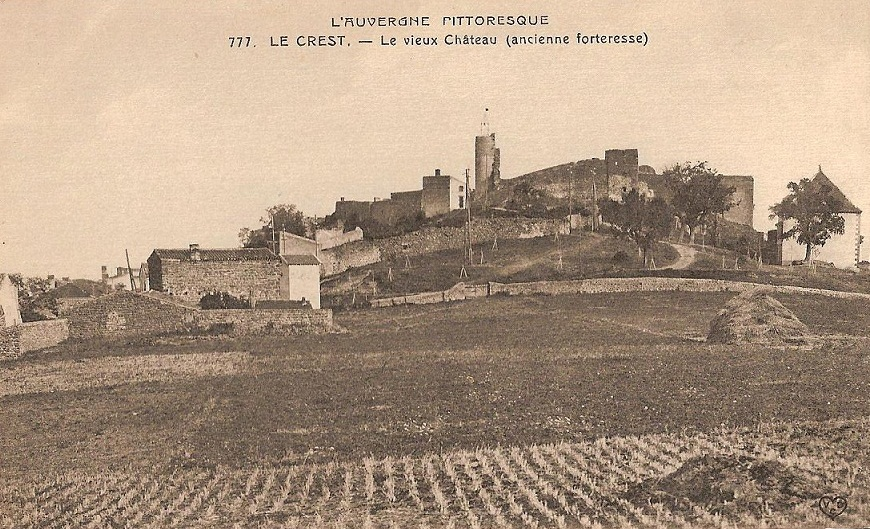
Vue d'ensemble vers 1900, restes des remparts.
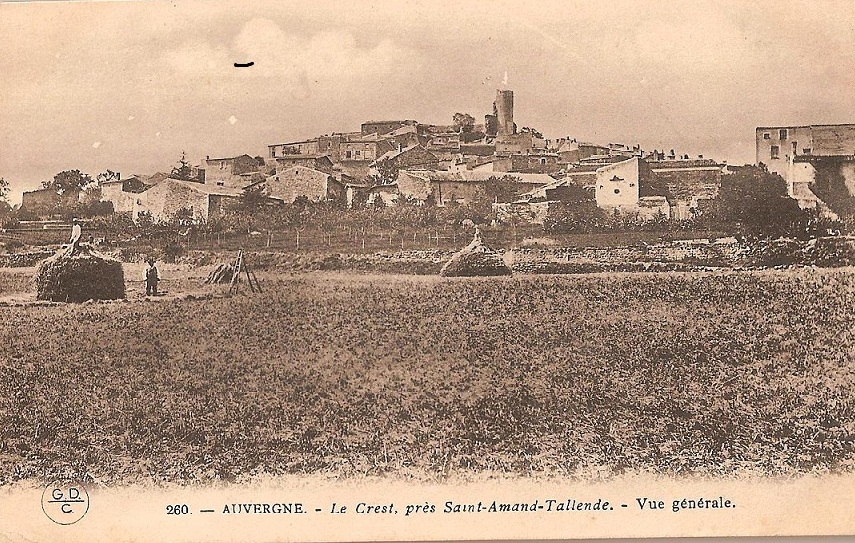
Les foins et restes du château.
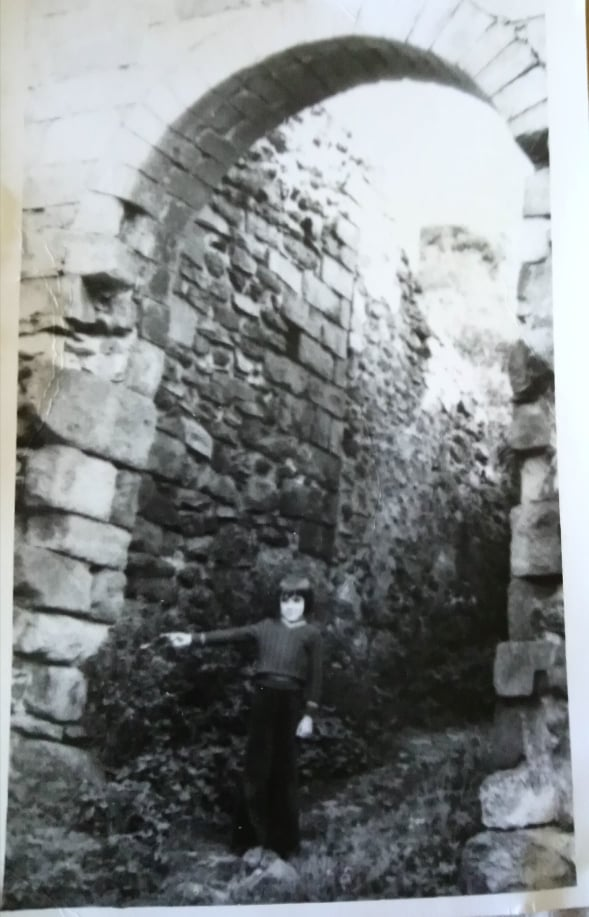
Porte du château du Crest vers 1975, avant effondrement.
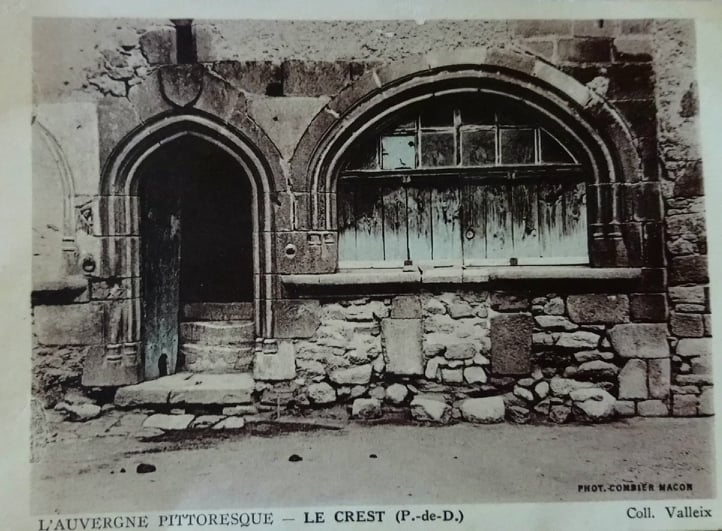
Le Crest Place centrale, maison du XVe siècle.
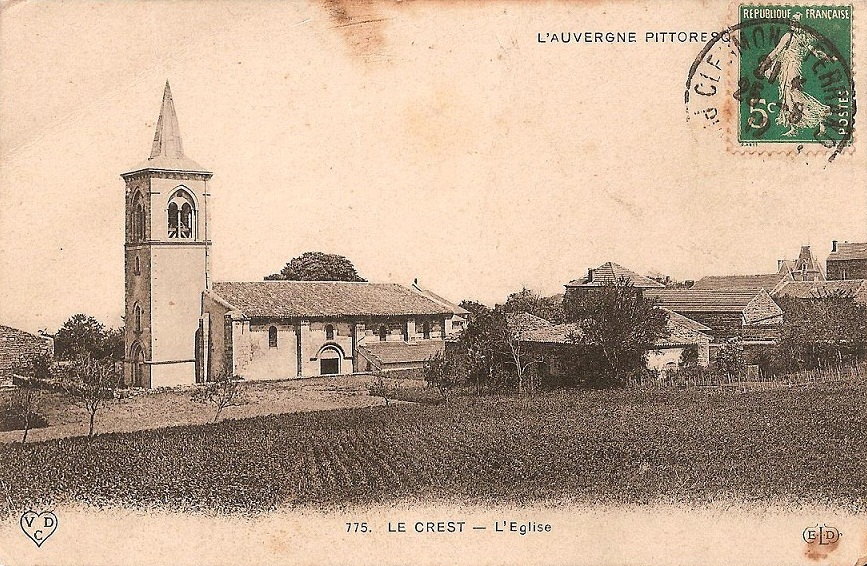
L'église.
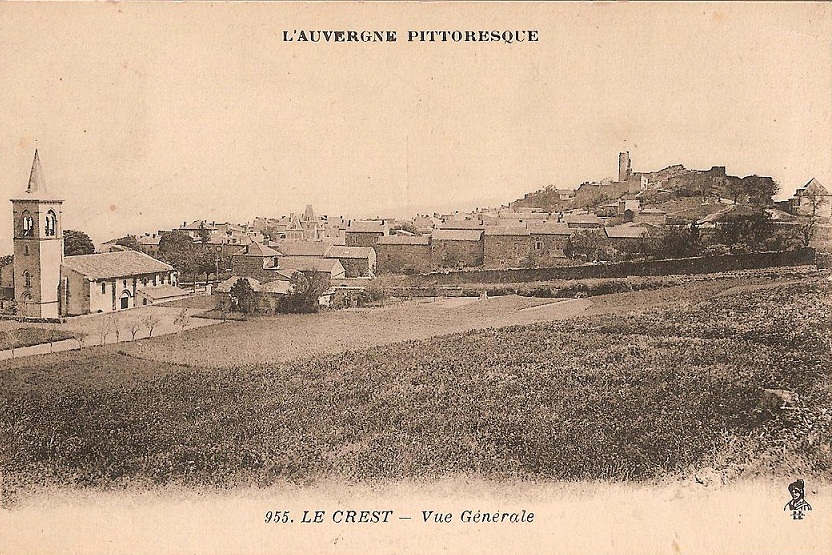
Vue depuis le plateau de la Serre.
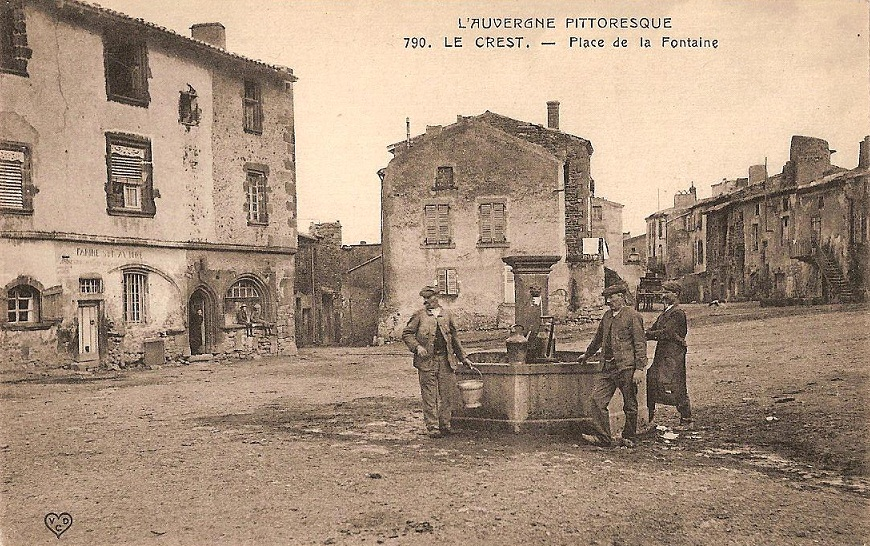
La place.
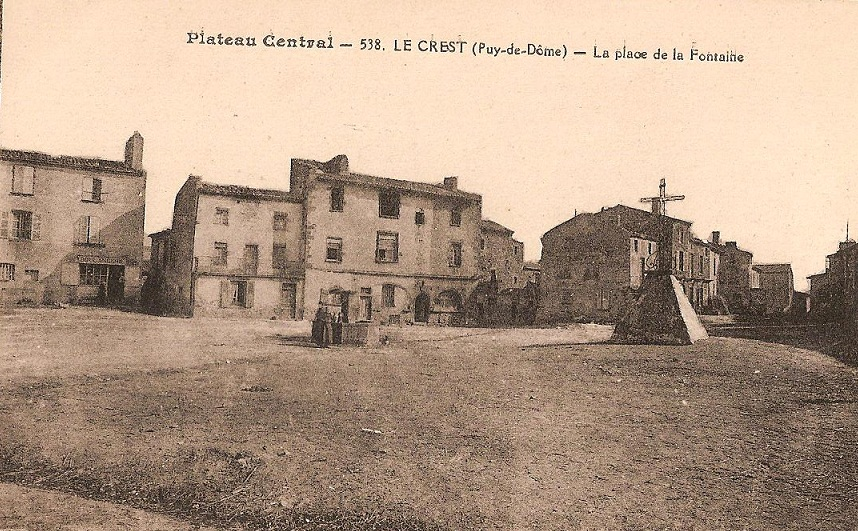
Place principale.
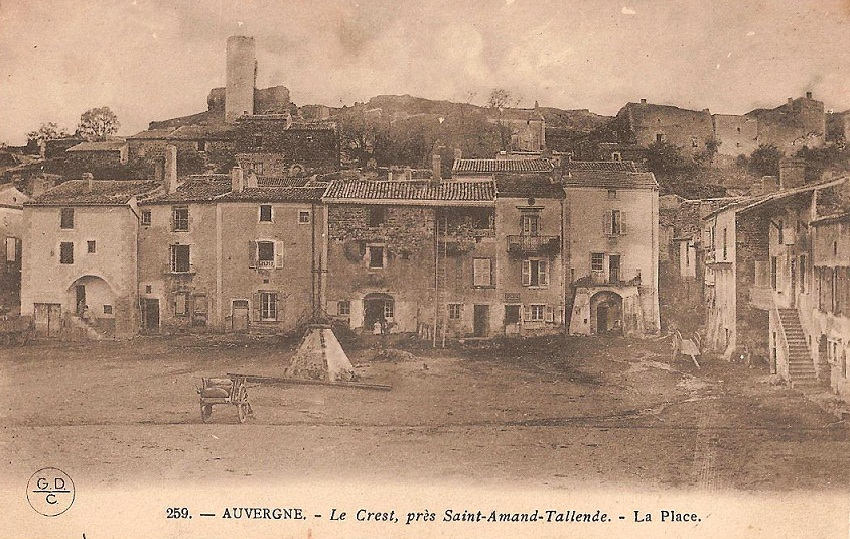
Place.
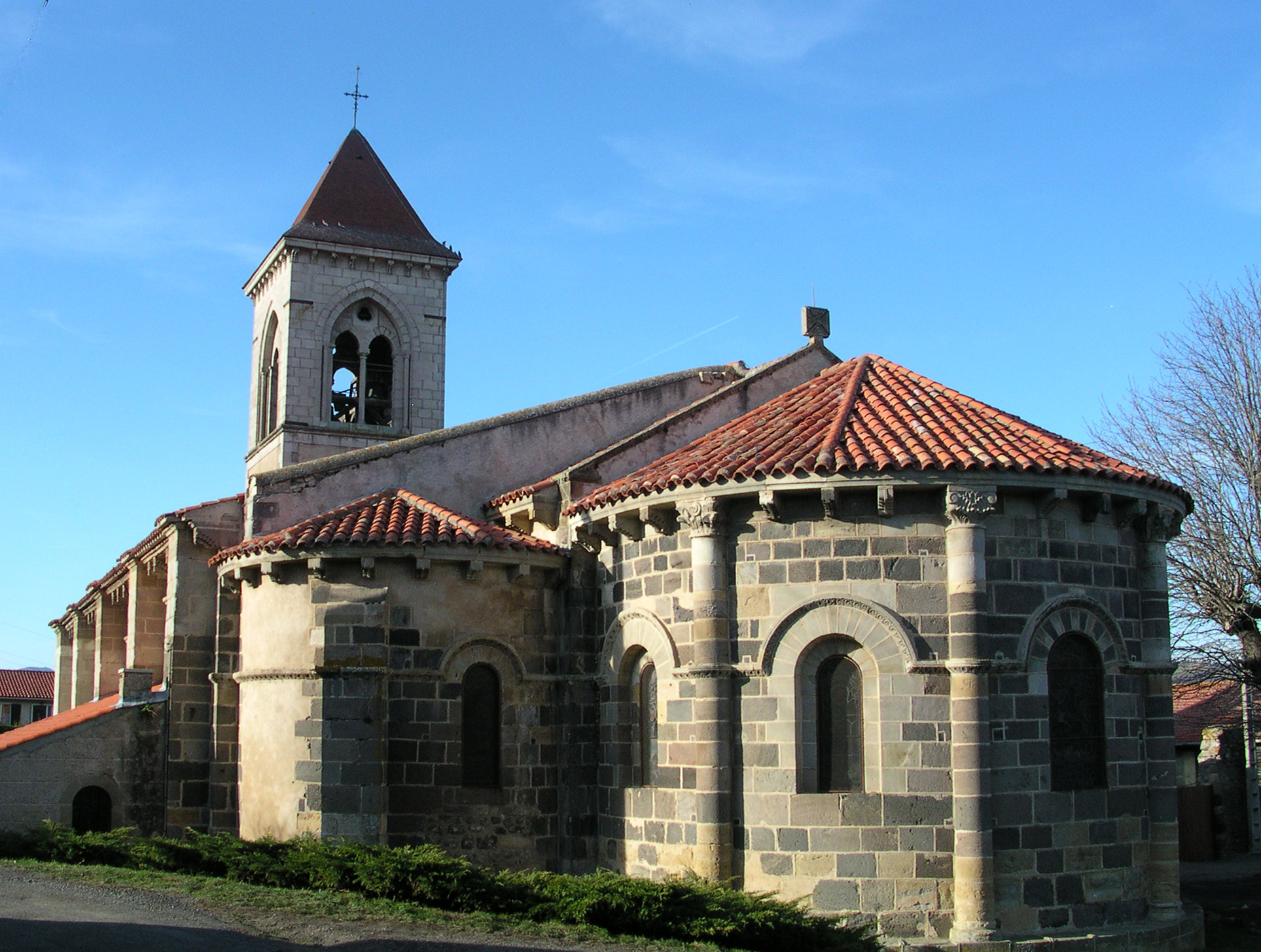
Église du Crest de nos jours.
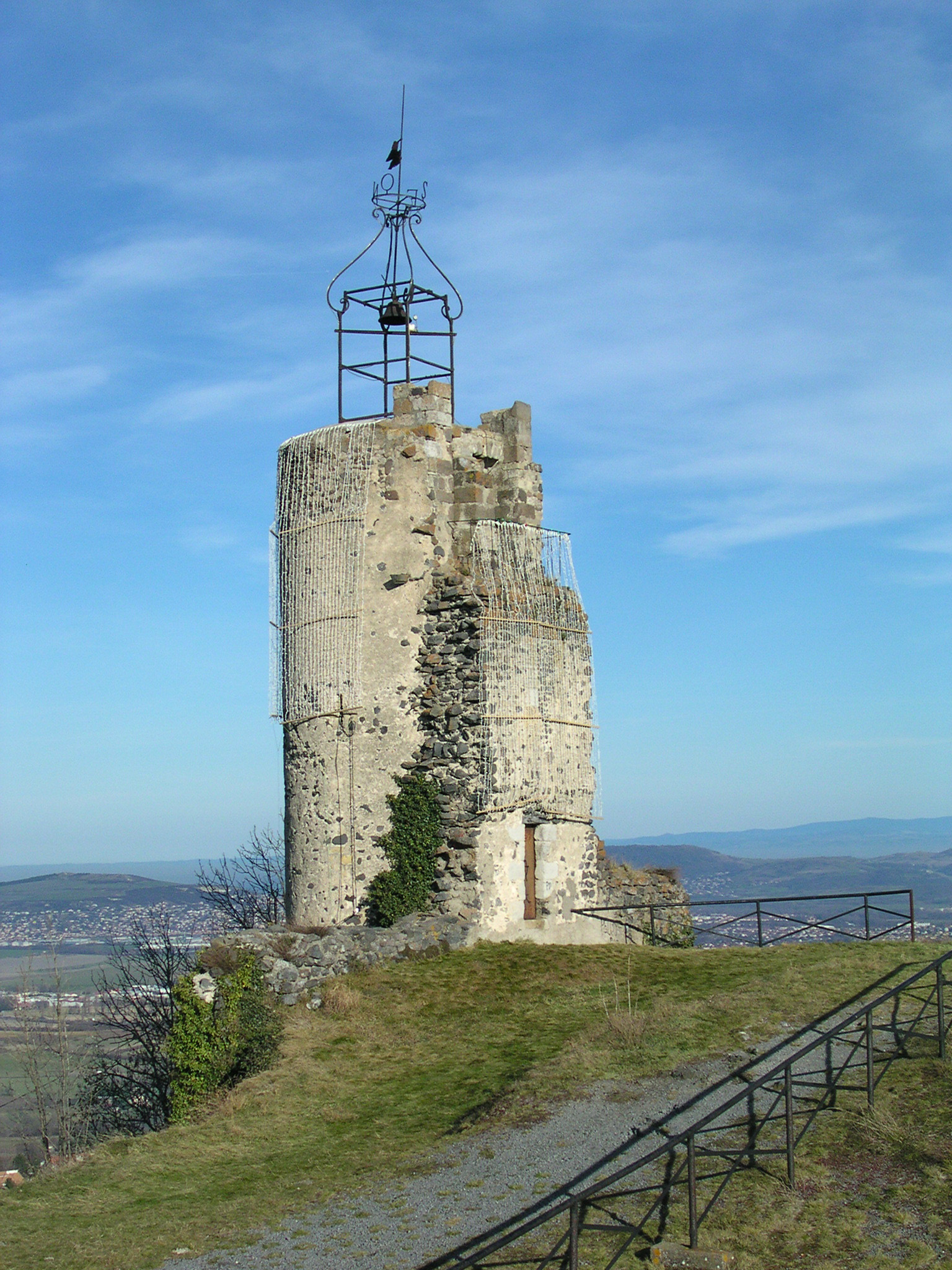
La "tour de l'horloge" de nos jours.
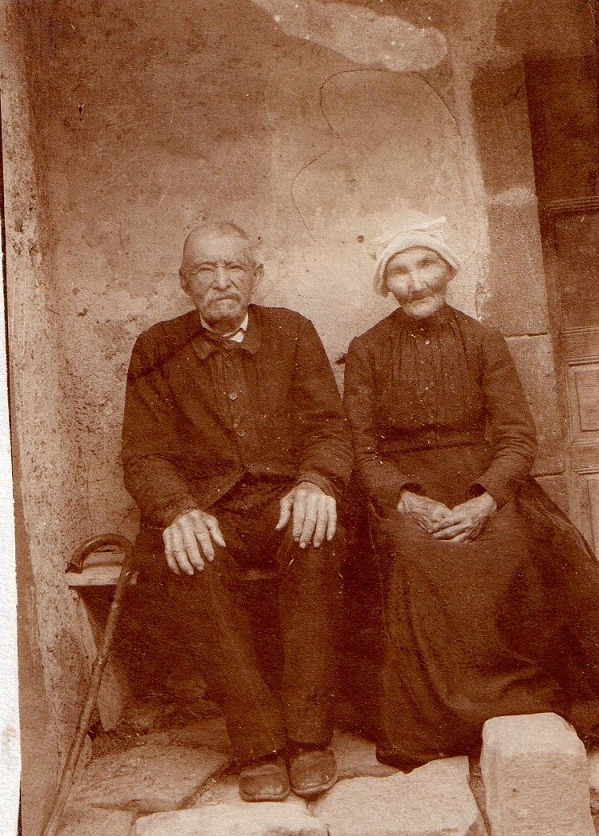
Paysans crestois vers 1920 : Antoine Docher (frère d'Anton Docher) et sa femme.